# Kunming Open
Kunming Open – męski turniej tenisowy rangi ATP Challenger Tour i kobiecy kategorii WTA 125K series. Rozgrywany na kortach ceglanych w chińskim Anning.

## Mecze finałowe

### gra pojedyncza mężczyzn
| Rok  | Zwycięzca                                              | Finalista                                              | Wynik                                                  |                                                        |
| 2020 | Turniej nie był rozgrywany z powodu pandemii COVID-19. | Turniej nie był rozgrywany z powodu pandemii COVID-19. | Turniej nie był rozgrywany z powodu pandemii COVID-19. | Turniej nie był rozgrywany z powodu pandemii COVID-19. |
| 2019 | Jay Clarke                                             | Prajnesh Gunneswaran                                   | 6:4, 6:3                                               |                                                        |
| 2018 | Prajnesh Gunneswaran                                   | Mohamed Safwat                                         | 5:7, 6:3, 6:1                                          |                                                        |
| 2017 | Janko Tipsarević                                       | Quentin Halys                                          | 6:7(5), 6:3, 6:4                                       |                                                        |
| 2016 | Jordan Thompson                                        | Mathias Bourgue                                        | 6:3, 6:2                                               |                                                        |
| 2015 | Franko Škugor                                          | Gavin van Peperzeel                                    | 7:5, 6:2                                               |                                                        |
| 2014 | Alex Bolt                                              | Nikola Mektić                                          | 6:2, 7:5                                               |                                                        |
| 2013 | Márton Fucsovics                                       | James Ward                                             | 7:5, 3:6, 6:3                                          |                                                        |
| 2012 | Grega Žemlja                                           | Aljaž Bedene                                           | 1:6, 7:5, 6:3                                          |                                                        |

### gra podwójna mężczyzn
| Rok  | Zwycięzcy                                              | Finaliści                                              | Wynik                                                  |                                                        |
| 2020 | Turniej nie był rozgrywany z powodu pandemii COVID-19. | Turniej nie był rozgrywany z powodu pandemii COVID-19. | Turniej nie był rozgrywany z powodu pandemii COVID-19. | Turniej nie był rozgrywany z powodu pandemii COVID-19. |
| 2019 | Max Purcell Luke Saville                               | David Pel Hans Podlipnik-Castillo                      | 4:6, 7:5, 10–5                                         |                                                        |
| 2018 | Alaksandr Bury Lloyd Harris                            | Gong Maoxin Zhang Ze                                   | 6:1, 6:4                                               |                                                        |
| 2017 | Dino Marcan Tristan-Samuel Weissborn                   | Steven de Waard Blaž Kavčič                            | 5:7, 6:3, 10–7                                         |                                                        |
| 2016 | Bai Yan Riccardo Ghedin                                | Denys Mołczanow Ołeksandr Nedowiesow                   | 4:6, 6:3, 10–6                                         |                                                        |
| 2015 | Bai Yan Wu Di                                          | Karunuday Singh Andrew Whittington                     | 6:3, 6:4                                               |                                                        |
| 2014 | Alex Bolt Andrew Whittington                           | Daniel Cox Gong Maoxin                                 | 6:4, 6:3                                               |                                                        |
| 2013 | Wiktor Bałuda Dino Marcan                              | Sam Groth John-Patrick Smith                           | 6:7(5), 6:4, 10–7                                      |                                                        |
| 2012 | Sanchai Ratiwatana Sonchat Ratiwatana                  | Ruan Roelofse Kittipong Wachiramanowong                | 4:6, 7:6(1), 13–11                                     |                                                        |

### gra pojedyncza kobiet
| Rok                     | Zwyciężczyni                                           | Finalistka                                             | Wynik                                                  |                                                        |
| 2020                    | Turniej nie był rozgrywany z powodu pandemii COVID-19. | Turniej nie był rozgrywany z powodu pandemii COVID-19. | Turniej nie był rozgrywany z powodu pandemii COVID-19. | Turniej nie był rozgrywany z powodu pandemii COVID-19. |
| 2019                    | Zheng Saisai                                           | Zhang Shuai                                            | 6:4, 6:0                                               |                                                        |
| 2018                    | Irina Chromaczowa                                      | Zheng Saisai                                           | 3:6, 6:4, 7:6(5)                                       |                                                        |
| ↑ WTA 125K series ↑     |                                                        |                                                        |                                                        |                                                        |
| 2017                    | Zheng Saisai                                           | Zarina Dijas                                           | 7:5, 6:4                                               |                                                        |
| 2016                    | Zhang Kailin                                           | Peng Shuai                                             | 6:1, 0:6, 4:2 krecz                                    |                                                        |
| 2015                    | Zheng Saisai                                           | Han Xinyun                                             | 6:4, 3:6, 6:4                                          |                                                        |
| 2014                    | Zheng Saisai                                           | Jovana Jakšić                                          | 6:2, 6:3                                               |                                                        |
| ↑ ITF Women’s Circuit ↑ |                                                        |                                                        |                                                        |                                                        |

### gra podwójna kobiet
| Rok                     | Zwyciężczynie                                          | Finalistki                                             | Wynik                                                  |                                                        |
| 2020                    | Turniej nie był rozgrywany z powodu pandemii COVID-19. | Turniej nie był rozgrywany z powodu pandemii COVID-19. | Turniej nie był rozgrywany z powodu pandemii COVID-19. | Turniej nie był rozgrywany z powodu pandemii COVID-19. |
| 2019                    | Peng Shuai Yang Zhaoxuan                               | Duan Yingying Han Xinyun                               | 7:5, 6:2                                               |                                                        |
| 2018                    | Dalila Jakupović Irina Chromaczowa                     | Guo Hanyu Sun Xuliu                                    | 6:1, 6:1                                               |                                                        |
| ↑ WTA 125K series ↑     |                                                        |                                                        |                                                        |                                                        |
| 2017                    | Han Xinyun Ye Qiuyu                                    | Prarthana Thombare Xun Fangying                        | 6:2, 7:5                                               |                                                        |
| 2016                    | Wang Yafan Zhang Kailin                                | Varatchaya Wongteanchai Yang Zhaoxuan                  | 6:7(3), 7:6(2), 10–1                                   |                                                        |
| 2015                    | Xu Yifan Zheng Saisai                                  | Yang Zhaoxuan Ye Qiuyu                                 | 7:5, 6:2                                               |                                                        |
| 2014                    | Han Xinyun Zhang Kailin                                | Varatchaya Wongteanchai Zhang Ling                     | 6:4, 6:2                                               |                                                        |
| ↑ ITF Women’s Circuit ↑ |                                                        |                                                        |                                                        |                                                        |